# 泰德天文台
泰德天文台（Observatorio del Teide），IAU代碼954，位於西班牙特內里費島泰德峰海拔2,390米（7,840 英尺）的天文台。泰德天文台自從1964年落成以來，一直由加那利群島天文研究所營運。
泰德天文台為最早的主要國際天文台之一，由於良好的天文觀測條件，吸引世界各地的望遠鏡。後來，光學望遠鏡重鎮轉移到拉帕爾馬島穆查丘斯羅克天文台。

## 天文發現
1995年，Rafael Rebolo López、María Rosa Zapatero-Osorio和Eduardo L. Martín發現棕矮星泰德 1，他們通過泰德天文台0.8米望遠鏡的光學觀測發現它。

## 外部連結
- Observatorio del Teide website （页面存档备份，存于）
- Discover the Teide Observatory （页面存档备份，存于） at worldflicks.org